# Sollevamento pesi ai Giochi della XV Olimpiade - Pesi piuma
La competizione della categoria pesi piuma (fino a 60 kg) di sollevamento pesi ai Giochi della XV Olimpiade si è svolta il giorno 25 luglio 1952 al Messuhalli Hall di Helsinki.

## Regolamento
La classifica era ottenuta con la somma delle migliori alzate delle seguenti 3 prove:
- Distensione lenta
- Strappo
- Slancio

Su ogni prova ogni concorrente aveva diritto a tre alzate.

## Risultati
| Pos.    | Atleta              | Nazione | Peso Atleta | Totale | Distensione lenta | Distensione lenta | Distensione lenta | Strappo | Strappo | Strappo | Slancio | Slancio | Slancio |
| Pos.    | Atleta              | Nazione | Peso Atleta | Totale | 1                 | 2                 | 3                 | 1       | 2       | 3       | 1       | 2       | 3       |
| ------- | ------------------- | --- | ----------- | ------ | ----------------- | ----------------- | ----------------- | ------- | ------- | ------- | ------- | ------- | ------- |
| Oro     | Rafaėl' Čimiškjan   | [[File: Flag of the Soviet Union (1936 – 1955).svg\|class=noviewer\| Unione Sovietica (bandiera)\|border\|20x16px]] Unione Sovietica | 59,65       | 337,5  | 90,0              | 95,0              | 97,5              | 97,5    | 102,5   | 105,0   | 130,0   | 135,0   | 135,0   |
| Argento | Nikolaj Saksonov    | [[File: Flag of the Soviet Union (1936 – 1955).svg\|class=noviewer\| Unione Sovietica (bandiera)\|border\|20x16px]] Unione Sovietica | 59,95       | 332,5  | 90,0              | 95,0              | 95,0              | 100,0   | 105,0   | 105,0   | 132,5   | 140,0   | 140,0   |
| Bronzo  | Rodney Wilkes       | Trinidad e Tobago | 59,30       | 322,5  | 90,0              | 95,0              | 100,0             | 90,0    | 97,5    | 100,0   | 122,5   | 122,5   | 132,5   |
| 4       | Rodrigo del Rosario | Filippine | 59,20       | 317,5  | 100,0             | 105,0             | 107,5             | 87,5    | 92,5    | 92,5    | 120,0   | 125,0   | 125,0   |
| 5       | Khalifa Said Gouda  | Egitto | 59,20       | 312,5  | 85,0              | 90,0              | 90,0              | 95,0    | 100,0   | 102,5   | 120,0   | 125,0   | 130,0   |
| 6       | Chay Weng Yew       | Singapore | 59,80       | 312,5  | 82,5              | 87,5              | 87,5              | 92,5    | 97,5    | 100,0   | 127,5   | 127,5   | 132,5   |
| 7       | Bálint Nagy         | Ungheria | 59,60       | 307,5  | 85,0              | 90,0              | 90,0              | 90,0    | 90,0    | 97,5    | 120,0   | 125,0   | 127,5   |
| 8       | Mohssain Tabatabaie | Iran | 59,85       | 307,5  | 90,0              | 95,0              | 95,0              | 90,0    | 95,0    | 97,5    | 115,0   | 115,0   | 120,0   |
| 9       | Julian Creus        | Gran Bretagna | 59,65       | 305,0  | 82,5              | 87,5              | 90,0              | 90,0    | 95,0    | 97,5    | 117,5   | 122,5   | 122,5   |
| 10      | Jules Sylvain       | Canada | 59,85       | 302,5  | 87,5              | 92,5              | 95,0              | 87,5    | 92,5    | 92,5    | 112,5   | 117,5   | 122,5   |
| 11      | Nam Su-Il           | Corea del Sud | 59,95       | 300,0  | 90,0              | 90,0              | 90,0              | 85,0    | 85,0    | 90,0    | 115,0   | 120,0   | 122,5   |
| 12      | Daniel Pon Mony     | India | 60,00       | 300,0  | 85,0              | 90,0              | 95,0              | 85,0    | 90,0    | 92,5    | 115,0   | 120,0   | -       |
| 13      | Max Heral           | Francia | 59,35       | 297,5  | 77,5              | 82,5              | 85,0              | 87,5    | 92,5    | 95,0    | 115,0   | 120,0   | 125,0   |
| 14      | Nil Tun Maung       | Birmania | 59,05       | 295,0  | 90,0              | 90,0              | 95,0              | 82,5    | 87,5    | 90,0    | 117,5   | 122,5   | 122,5   |
| 15      | Mikko Hokka         | Finlandia | 60,00       | 295,0  | 80,0              | 85,0              | 87,5              | 90,0    | 95,0    | 97,5    | 105,0   | 110,0   | 115,0   |
| 16      | Oswald Junkes       | Germania | 59,85       | 290,0  | 75,0              | 80,0              | 82,5              | 85,0    | 90,0    | 92,5    | 110,0   | 115,0   | 120,0   |
| 17      | Einar Eriksson      | Svezia | 59,95       | 290,0  | 82,5              | 87,5              | 87,5              | 87,5    | 92,5    | 92,5    | 110,0   | 115,0   | 115,0   |
| 18      | James van Rensburg  | Sudafrica | 59,65       | 285,0  | 87,5              | 92,5              | 92,5              | 87,5    | 92,5    | 92,5    | 110,0   | 115,0   | 115,0   |
| 19      | Giovanni Cocco      | Italia | 59,75       | 282,5  | 85,0              | 90,0              | 90,0              | 82,5    | 87,5    | 87,5    | 110,0   | 110,0   | 115,0   |
| 20      | Henri Colans        | Belgio | 59,60       | 280,0  | 80,0              | 85,0              | 85,0              | 85,0    | 90,0    | 90,0    | 115,0   | 115,0   | 120,0   |
| 21      | Henryk Skowronek    | Polonia | 59,75       | 272,5  | 72,5              | 77,5              | 80,0              | 85,0    | 92,5    | 92,5    | 107,5   | 107,5   | 110,0   |
| -       | Carlos Chávez       | Panama | 58,20       | 90,0   | 90,0              | 95,0              | 95,0              | 92,5    | 92,5    | -       | -       | -       | -       |